# Kukurydzowe
Kukurydzowe (Maydeae) – plemię roślin należących do rodziny wiechlinowatych. Typem nomenklatorycznym jest kukurydza zwyczajna (Zea mays), nieznana w stanie dzikim i pochodząca z Ameryki Środkowej.

## Systematyka[1][2]
Do kukurydzowych należy jeden gatunek kukurydza zwyczajna (Zea mays) wraz z podgatunkami i odmianami.